# Gobrias (sátrapa)
Gobrias (¿-?) fue sátrapa de Babilonia y de los países al otro lado del río (el lado occidental del Éufrates, es decir, el área de Siria y Palestina). Fue nombrado para el cargo por el rey aqueménida Ciro II el Grande en el 535 a. C. Aparece nombrado en varios textos cuneiformes de Babilonia, en los que se le llama Gubâru. Por ejemplo, sabemos por estos textos que Gobrias (en persa antiguo Gaubaruva) intervino en un conflicto entre el templo conocido como Eanna y la ciudad de Uruk. Uno de sus subordinados fue Farnaces, fundador de la dinastía farnácida de sátrapas de la Frigia helespóntica, a quien se menciona en un tablilla del 528 a. C., durante el reinado del sucesor de Ciro, Cambises II.
Gobrias es más conocido por la cantidad de canales que cavó o reparó. Varias tablillas cuneiformes hacen referencia a esta actividad, y más de seis siglos más tarde, el autor romano Plinio el Viejo supo de un prefecto Gobares quien había cortado un canal para proteger Babilonia de las inundaciones del Éufrates.
Se desconoce si Gobrias vivía aún en el año lleno de acontecimientos 522 a. C., cuando el mago Gaumata usurpó el poder en el imperio persa, Cambises falleció, Darío I y otros seis nobles asesinaron a Gaumata, Darío se convirtió en nuevo rey y los babilonios se rebelaron contra Darío bajo el liderazgo de Nabucodonosor III. Es posible que Gobrias fuera asesinado precisamente durante esta revuelta.
Tuvo un hijo llamado Nabugu.